# Dactylotrochus
Dactylotrochus is een geslacht van koralen uit de klasse van de Anthozoa (bloemdieren).

## Soort
- Dactylotrochus cervicornis (Moseley, 1881)